# Felsővadász
Felsővadász é um município da Hungria, situado no condado de Borsod-Abaúj-Zemplén. Tem 18,64 km² de área e sua população em 2015 foi estimada em 520 habitantes.